# Seznam francoskih leksikografov
Seznam francoskih leksikografov in enciklopedistov.

## A
- Jean le Rond d'Alembert

## B
- Jean-Baptiste Boissière
- Pierre-Claude-Victor Boiste

## C
- Michel Cazenave
- André Clas?
- Étienne Condillac

## D
- Denis Diderot

## G
- Yves Gentilhomme? (1920-2016)

## H
- Paul Henri Thiry d'Holbach

## L
- Pierre Larousse
- Émile Littré

## M
- Montesquieu

## N
- Charles Nodier

## P
- Jean Palerne Forésien
- Alain Polguère?

## R
- Paul Robert
- (Jean-Jacques Rousseau)

## V
- Louis Gustave Vapereau
- Voltaire

## W
- Noël François de Wailly